# Statsfru

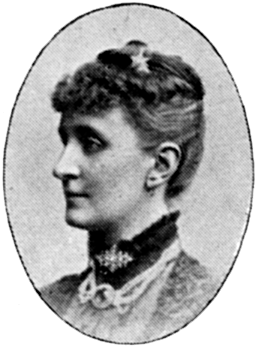
Jeanna Hedda Carolina von Rosen utnämndes 1890 till en av statsfruarna hos drottning Sofia.

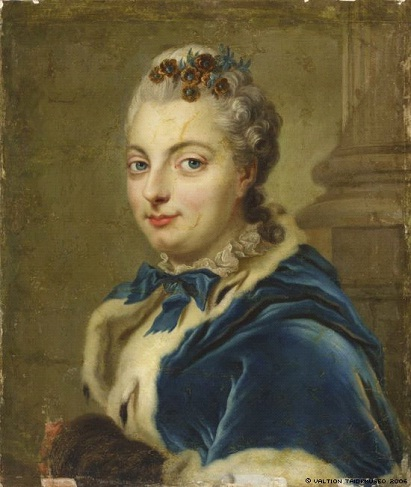
Maria Charlotta Cedercreutz tillhörde den första grupp statsfruar som utnämndes då tjänsten infördes 1774.

Statsfru är en titel inom det svenska hovet som sedan 1774 används för vissa kvinnliga ämbetsinnehavare på hög nivå. Tjänsten tilldelades mellan 1774 och 1978 en gift hovdam, och uppehölls av flera personer. I slutet av 1900-talet omvandlades det till en chefstjänst för endast en person. 

## Ursprunglig tjänst: 1774–1973
Tjänsten som statsfru infördes av Gustav III år 1774, och tilldelades en gift hovdam vid "Hovfruntimret" . Tidigare hade det förutom överhovmästarinnan endast funnits ogifta hovdamer med titeln hovfröken eller kammarfröken.  Endast drottningen och änkedrottningen hade statsfruar, och dessa stod i rang under överhovmästarinnan men över hovfröknarna och kammarfröknarna, eller "Första Fruar vid Hofvet efter rikets herrars fruar och öfverhofmästarinnan". Statsfruarna hade generals rang och bemöttes också med denna status i offentliga sammanhang.
Statsfruarna tjänstgjorde alltid flera stycken i taget. När tjänsten infördes 1774 utnämndes sex statsfruar, och 1917 fanns det åtta. Under tjänstgöring saknade de arbetstider och väntades vara ständigt tillgängliga, precis som övriga tjänare. Deras uppgifter var precis som övriga hovdamer att finnas tillgängliga som sällskap, utföra uppgifter och uppdrag som hade varit socialt accepterade även för drottningen att utföra, så som sekreterartjänster, inköp och att lämna meddelanden. De kunde också ta emot personer i drottningens ställe, närvara som hennes representant vid dop, bröllop och begravningar i societeten, och vikariera för överhovmästarinnan när denna var frånvarande. Under högtider omgav de drottningen och bar hennes släp.
Deras tjänsteuniform var svart hovdräkt och ett blått band över bröstet med namnchiffer i juveler. 
Som gifta kvinnor hade statsfruar oftare än överhovmästarinnan (som normalt var änka) och de ogifta hovfröknarna bättre möjlighet att förhandla om sina arbetsvillkor, och antogs också betydligt oftare på särskilda villkor. De kunde förhandla om den lön som sedan uppgavs i deras fullmakt, och hade rätt att ifrågasätta tjänstgöring och uppdrag, något som inte gällde övriga hovdamer. De hade liksom andra hovdamer tjänstebostad på slottet, fri vagn med hovlakej, ved och hovljus, men också privilegiet att när de ville besöka drottningens privata rum, vilket inte var tillåtet för andra. De tog emot order direkt från drottningen, och inte från överhovmästarinnan. Statsfruarna indelades i "permanent tjenstgörande statsfruar" och "på bivakt varande statsfruar". Den senare kategorin arbetade i par fyra månader i taget efter ett schema uppgjort sinsemellan men godkänt av drottningen.
Tjänsten som statsfru fanns hos de flesta drottningar och änkedrottningar vid svenska hovet från 1774 och framåt. Undantag var drottning Fredrika, som inte hade några statsfruar under sina första tre år som drottning (1797–1800), och drottning Josefina (1844–1859), som hade få hovdamer överlag och avstod statsfruar av ekonomiska skäl.

## Nutida tjänst: chefstjänst
Tjänsten som statsfru förändrades år 1994 från att ha varit en vanlig tjänst som hovdam fördelad på flera personer, till att bli en chefstjänst för en person, med större ansvar och andra uppgifter. 
Sedan drottning Louise avlidit 1965 stannade hennes överhovmästarinna, Astrid Rudebeck, kvar i änkemannen kung Gustaf VI Adolfs tjänst och fungerade som vice-värdinna vid hans hov. År 1976 fick Sverige en drottning på nytt, men när den nya drottningens chefshovdam utnämndes, Alice Trolle-Wachtmeister, fick hon titeln statsfru istället för överhovmästarinna. När nästa överhovmästarinna utnämndes 1994, valde kung Carl XVI Gustaf att behålla den funktion statsfrun fick 1965, medan chefskapet över drottningens hovstat innehades av statsfrun.
I dag är statsfrun chef för Drottningens hovstat och hennes närmaste medarbetare. Statsfru är sedan den 1 januari 2016 grevinnan Anna Hamilton. Hon efterträdde då statsfrun Kirstine von Blixen-Finecke.

### Sveriges statsfruar från 1978
Denna lista visar en kronologi över de personer som innehade tjänsten som statsfru sedan denna år 1978 omvandlades till en chefstjänst. Statsfruar före 1978 ska inte tas med på denna lista, eftersom denna tjänst då såg helt annorlunda ut och inte var någon chefstjänst, utan var fördelad på många personer samtidigt.
- 1978–1993 – Alice Trolle-Wachtmeister (första personen att inneha tjänsten sedan denna omvandlats till en chefstjänst).
- 1993–2003 – Louise Lyberg
- 2003–2015 – Kirstine von Blixen-Finecke
- 2016–i dag – Anna Hamilton